# Lucan
Pour les articles homonymes, voir Lucan (homonymie).
Lucan (Leamhcán en gaélique signifiant « lieu des ormes ») est un village de banlieue à l'ouest de Dublin, en Irlande. Situé entre les deux juridictions administratives de Dublin Sud et de Fingal, il se trouve à environ seize kilomètres du centre-ville. La banlieue se trouve au confluent des rivières Liffey et Griffeen.

## Personnalités
- Patrick Sarsfield (1er comte de Lucan) (~1650/1660–1693)
- Richard John Bingham (7e comte de Lucan) (1934-disparu en 1974)
- James Gandon (1742–1843), architecte
- Jedward (*1991), duo de chanteurs
- Conor McGregor (1988), pratiquant d'arts martiaux mixtes (MMA)
- Jane Shackleton (1843-1909), pionnière irlandaise de la photographie

## Téléfilm
- 1977 : Lucan est un téléfilm de David Greene